# Religioni in Nepal
Il Nepal è stato l'ultimo paese al mondo in cui l'induismo veniva costituzionalmente dichiarato religione di Stato; dopo che il movimento filo-maoista e anti-monarchico incominciò manifestazioni di protesta e guerriglia nel 2006 (prendendo via via sempre più potere in ampie zone del paese) e la conseguente deposizione di re Gyanendra del Nepal nel 2008, il parlamento nazionale ha modificato la costituzione rendendo il paese una repubblica laica.

## Storia
Secondo il censimento del 2011 81,3% (dall'80,6% del 2001) della popolazione nepalese è indù, il 9% (dal 10,7%) buddhista, il 4,4% (dal 4,2%) musulmana, il 3% (dal 3,6%) il "Kirant Mundhum" o Yumaismo (fede dell'etna Kirat), mentre l'1,4% (dallo 0,4%) cristiana e infine lo 0,9% segue altre - ad esempio la fede di stampo naturalistico Bön o nessuna religione. Rispetto al 1971 gli induisti hanno mostrato il maggior declino di percentuale rispetto alla popolazione, si ritrovavano difatti a essere l'89,4%, mentre i buddhisti erano attestati al 7,5%; il primo decennio del XXI secolo ha visto invece un leggero declino buddhista associato a un minimo avanzamento del cristianesimo.
Pur tuttavia qualsiasi classifica riferentesi ai gruppi religiosi viene complicata dalle frequenti ubiquità nelle pratiche fideistiche da parte degli abitanti, in particolar modo tra indù e buddhisti; inoltre, certuni cambiamenti nella composizione religiosa della popolazione riflettono anche i relativi cambiamenti politici avvenuti nell'ultimo decennio.
La distribuzione geografica dei gruppi religiosi nei primi anni Novanta ha rivelato una preponderanza di credenti e praticanti induisti, che venivano a rappresentare almeno l'87% della popolazione in ogni regione del paese. La maggior concentrazione di buddhisti è attestata sulle colline orientali del Nepal, nella Valle di Kathmandu (luogo ov'è situata la capitale e meta di culti e pellegrinaggi), oltre che nella zona centrale di Tarai a sud delle pendici esterne dell'Himalaya: in ognuna di queste tre aree il 10% circa delle persone professava la dottrina del Buddha. Il buddhismo è più comune tra le etnie Newa e il gruppo tibetano-nepalese.
Tra i tibeto-nepalesi, quelli più influenzati dall'induismo sono gli indigeni "Magar", i "Sunwar" e i "Rai", mentre è meno rilevante tra l'etnia mongolo-tibetaba dei Gurung, le tribù e clan "Limbu" (appartenenti al popolo Kirat), le minoranze Bhote-Ngalop e infine i "Thakali" i quali hanno continuato ad assumere monaci buddhisti per tutte le loro cerimonie religiose. Dal momento che sia l'induismo sia il buddhismo sono dottrine religiose fondate essenzialmente sul Dharma, solitamente l'una non ha grandi difficoltà ad accettare certe pratiche dell'altra, cosicché molte persone professano una commistione d'entrambe.

## Induismo nella cultura nepalese
Viene anche creduto, secondo la teologia nepalese, che la Trimurti composta da Brahmā, Visnù e Shiva sia passata attraverso il Nepal in forma di cerbiatto.

### Fondazione del Nepal da parte di Ne Muni
La leggenda narra che un saggio indù di nome Ne si stabilì nella valle nei pressi della futura Katmandu, dando poi il nome al paese; le primissime usanze e forme cerimoniali religiose furono eseguire alla confluenza dei fiumi Bagmati e Bisnumati. Si dice che venne selezionato un pio mandriano per esser il primo della dinastia regale nepalese, detta Gopala; questi governanti avrebbero guidato la nazione esattamente per 621 anni: Bhuktaman fu il primo nella linea dinastica, mentre Yakshya Gupta fu l'ultimo.

### Bandiera nepalese
Si crede che Vishnu abbia nei temi mitici organizzato gli originari abitanti della regione in quello che poi divenne il popolo dei nepalesi; sarebbe stato il dio a dare loro tale bandiera, con Sole e Luna quali emblemi in essa. Mentre in uno dei Purāṇa indù è scritto che fu Shiva a consegnare la bandiera a Vishnu, e infine questi a Indra, con lo scopo precipuo di combattere i demoni.
Questo tipo di bandiera può esser visto in tutti i templi della nazione, oltre in certuni nella stessa India; il disegno della bandiera è sempre fondamentalmente rimasto lo stesso fin dai tempi in cui l'induismo è stato stabilito come religione ufficiale del regno nepalese. Ottenuta l'indipendenza dalla dominazione inglese, l'India ha poi scelto una bandiera rettangolare che potesse simbolicamente comprendere tutti i tipi di religioni seguite, nonostante sia e rimanga un paese con la più grande popolazione induiste presente in tutto il pianeta: il Nepal ha invece mantenuto la tradizionale bandiera indù dalla sua forma unica, in quanto nessun'altra nazione ne ha una uguale.

### Gorakhnath e i Gurkha
Il maestro di Yoga del VIII-X secolo Goraksha o Gorakhnath sia giunto in Nepal durante il regno dell'8º re "Thakuri". Il gruppo etnico dei Gurkha (presente come minoranza anche nell'India più settentrionale) si considera diretta discendenza del maestro guru-guerriero: il grido di guerra dei Gurkha sembra essere "Guru Gorakhnath ki jai", anche se è più spesso detto che il loro grido di battaglia sia "Jaya Mahakali, Ayo Gorkhali" (Nepalese: जय महाकाली, आयो गोर्खाली) (Gloria alla Grande Kālī, i Gurkha stanno arrivando!)
Gorakhnath, della setta Nath, era a sua volta discepolo di Machendranath, un santone venerato al di fuori del sistema castale. "Machendrajatra" è poi il nome di una festa nazionale che si celebra in Nepal nell'anniversario della nascita del santo.
Secondo uno dei miti del clan Terai, quando i Pandava stavano per risalire al cielo tutti caddero tranne Bhima, salvato proprio dal santo Gorakhnath. Un mito nepalese racconta invero che appena il guru giunse in Nepal s'interruppero improvvisamente un terribile maleficio che si stava abbattendo su tutta la zona.

### Lignaggio del Buddha
Lo stesso signore Siddharta Gautama viene considerato come discendente da uno dei saggi-angiras o rishi (gli scribi del grande corpo di inni natura e scienza spirituale conosciuto come il Veda): questo in molti testi buddhisti. Studiosi come Eitel collegano il nome di Gautama a quello dei rishi.

### Toponimi presi dall'iconografia indù
Si trovano molti luoghi in Nepal con nomi i cui significati rimandano all'iconografia hinduista. La città di Janakpur prende il suo nome dal Raja Janaka, il padre della sposa futura del dio Rāma, Sītā; il moderno centro urbano è la capitale della zona distrettuale di Janakapura. 
La zona amministrativa di Mahakali, nell'estremo occidente del Nepal, prende il nome direttamente dalla Dea Kālī (la divinità principale protettrice di Calcutta, tra le altre cose); all'interno di questa zona scorre inoltre l'omonimo fiume.
Il distretto di Kapilvastu (o Kapilabastu) (nella zona amministrativa di Lumbini (zona amministrativa)), prende il proprio nome dal saggio Kapila.
La valle di Vyasa (Vyasa valley) è anche il nome dato alla regione comprendente la cittadina di Kalapani, territorio conteso tra India e Nepal di confine col Tibet e sede anche dell'omonimo fiume; situato nei pressi della Lipu-Lekh, la zona di passaggio tra l'India e il Tibet. Identico nome è dato anche al luogo ove si trova il lago d'acqua dolce Manasarovar, appena entrati nella regione autonoma tibetana della Repubblica popolare cinese, su cui domina il monte Kailash che viene ritenuta la residenza del dio Shiva.